# August Maertens
August Maertens (* 1860; † im 20. Jahrhundert) war ein deutscher Gutsbesitzer und Abgeordneter des Provinziallandtages der Provinz Hessen-Nassau.

## Leben
August Maertens war beim Landesamt für Ernährung in Kassel beschäftigt und Besitzer des Ritterguts Sieberhausen, das er im Jahre 1905 von der Familie von Reineck käuflich erwarb. 1920 ging die Immobilie durch Verkauf an den Bankier Enno Russell. 
Maertens betätigte sich politisch und erhielt 1905 ein Mandat für den Kurhessischen Kommunallandtag des Regierungsbezirks Kassel, aus dessen Mitte er zum Abgeordneten des Provinziallandtages der Provinz Hessen-Nassau bestimmt wurde. Er blieb bis 1916 in den Parlamenten.
Maertens war bis zum Jahre 1909 Vorsitzender der Landwirtschaftskammer Kassel.

## Mitgliedschaften
- 1896 Kuratorium der Kreissparkasse Volkmarsen
- 1904 Bezirks-Eisenbahn-Rat Frankfurt am Main der Landwirtschaftskammer Kassel.